# مساحت و جمعیت کشورهای اروپایی
این مقاله فهرست کشورها و قلمروهای اروپا بر پایهٔ تراکم جمعیت است.

## کشورهای فراقاره‌ای
برخی از کشورهای فهرست زیر فراقاره‌ای هستند، به این معنی که در دو قاره قرار دارند:
- این فهرست فقط شامل بخش اروپایی روسیه می‌شود، که حدود ۷۵ درصد از کل جمعیت کشور (۱۱۰٬۰۰۰٬۰۰۰ نفر از حدود ۱۴۳٬۰۰۰٬۰۰۰ نفر) را در منطقه‌ای به وسعت ۳٬۹۶۰٬۰۰۰ کیلومتر مربع (۱٬۵۲۸٬۵۶۰ مایل مربع) را تشکیل می‌دهد. میانگین ۳۰ نفر در هر کیلومتر مربع.
- تنها فرانسه متروپل شامل این فهرست می‌شود، و نه قلمروهای فرادریایی.
- داده‌ها در مورد اسپانیا شامل جزایر و پلاساس د سبرانیا می‌شوند.
- داده‌ها در مورد پرتغال دربرگیرندهٔ آزور و مادیرا در نزدیکی قارهٔ آفریقا می‌شوند.

ارمنستان و قبرس از نظر جغرافیای طبیعی در آسیا قرار دارند، اما پیوستگی‌های سیاسی، فرهنگی، و ورزشی با اروپا دارند.
بحث‌هایی در مورد اینکه آیا کوزوو باید به عنوان یک کشور جداگانه به رسمیت شناخته شود وجود دارد. به‌صورت دفاکتو می‌توان آن را بخشی از اروپا دانست، اما به‌صورت دوژور به رسمیت شناختن کوزوو روشن نیست.

## کشورها و متعلقات

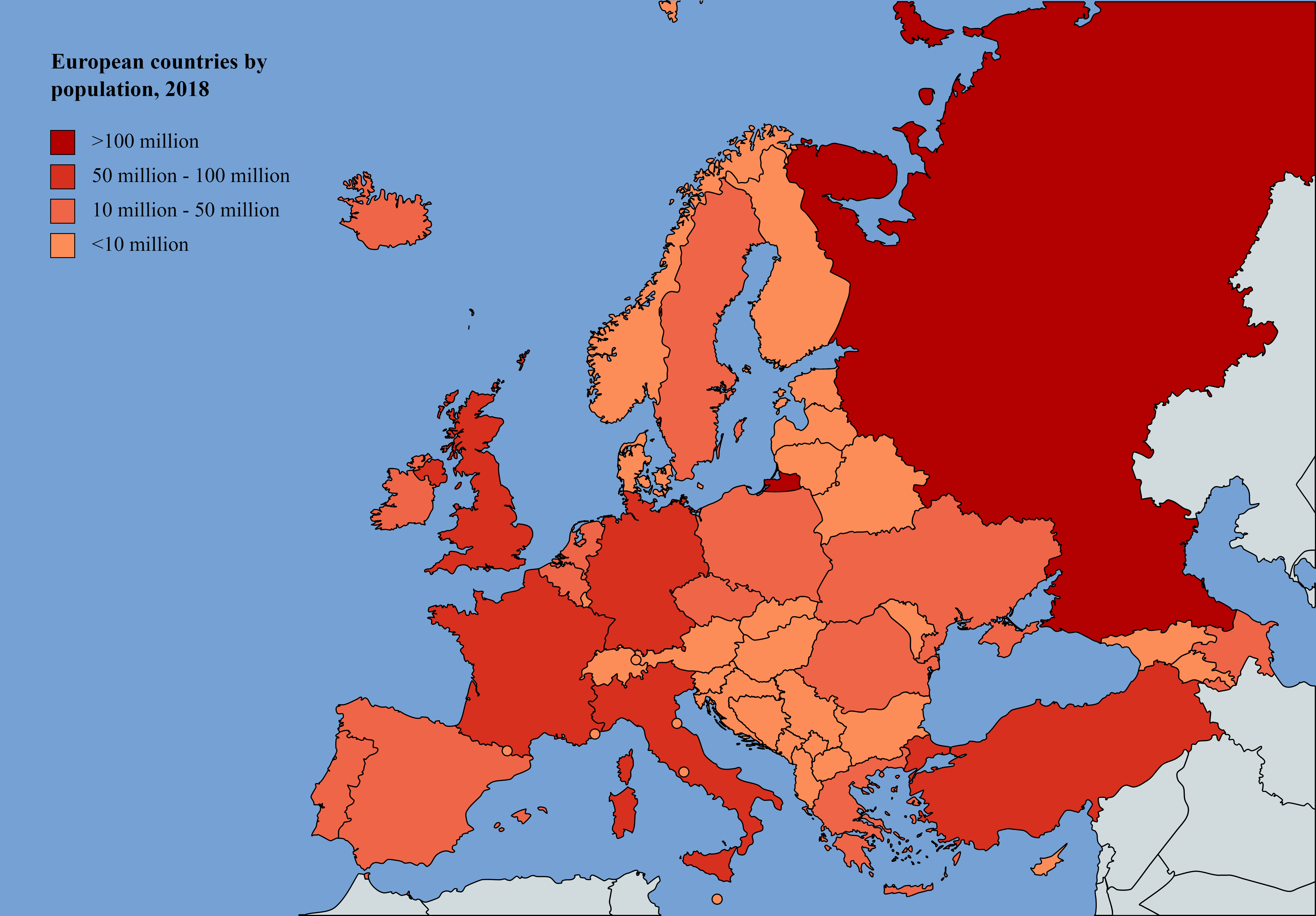
کشورهای اروپایی بر پایهٔ جمعیت

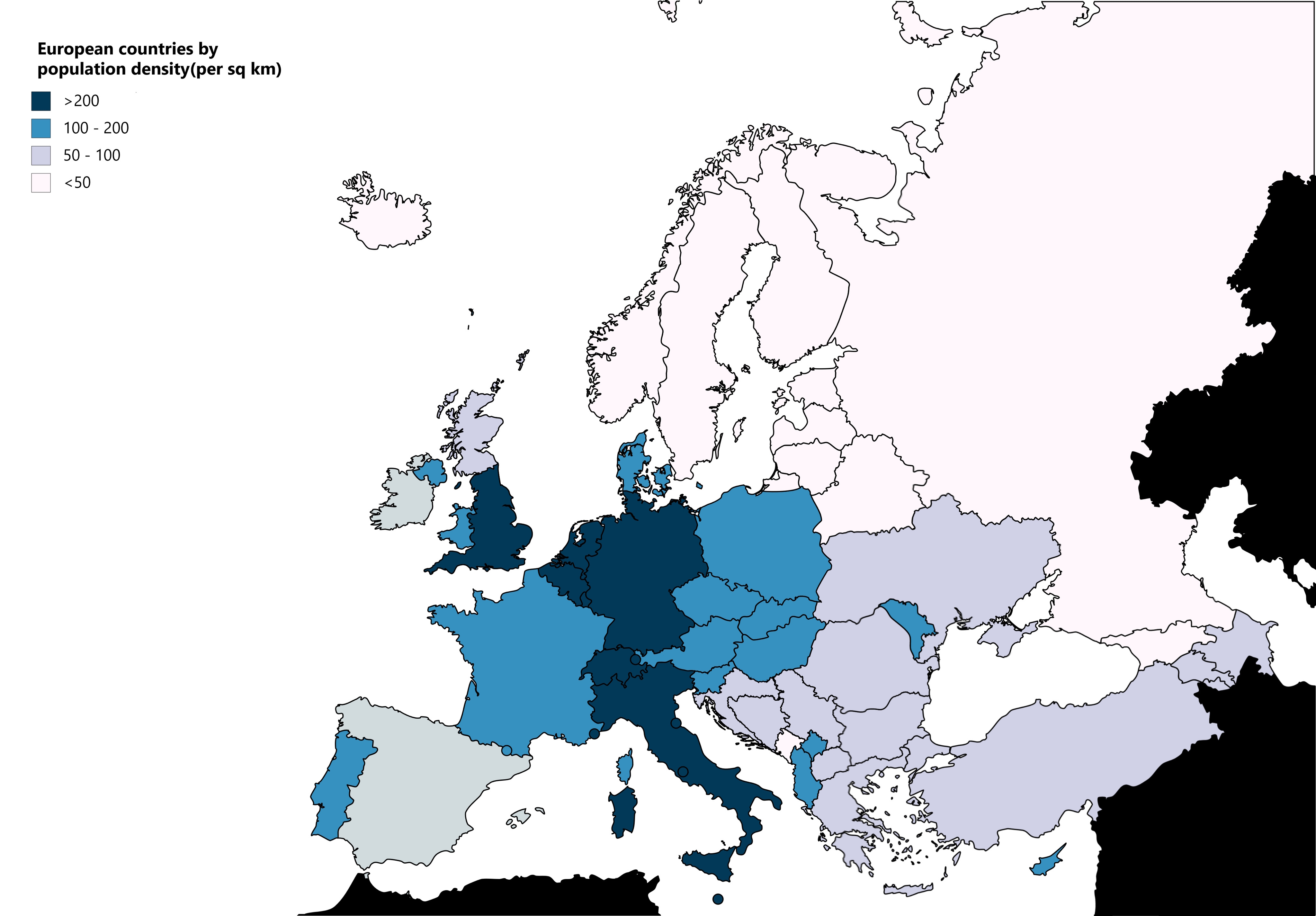
کشورهای اروپایی بر پایهٔ تراکم جعیت

| نام                           | تراکم جمعیت (کیلومتر مربع) | مساحت (کیلومتر مربع) | جمعیت       |
| ----------------------------- | -------------------------- | -------------------- | ----------- |
| موناکو                        | ۱۸٬۹۶۰                     | ۲٫۰۲                 | ۳۸٬۳۰۰      |
| جبل‌الطارق (بریتانیا)          | ۵٬۰۱۱                      | ۶٫۷                  | ۳۳٬۵۷۳      |
| واتیکان                       | ۱٬۶۸۴                      | ۰٬۴۹                 | ۸۲۵         |
| مالت                          | ۱٬۵۰۵                      | ۳۱۶                  | ۴۷۵٬۷۰۱     |
| گرنزی (بریتانیا)              | ۹۵۵                        | ۶۵                   | ۶۲٬۰۶۳      |
| جرزی (بریتانیا)               | ۸۹۳                        | ۱۱۸٫۲                | ۱۰۵٬۵۰۰     |
| سان مارینو                    | ۵۴۶                        | ۶۱٫۲                 | ۳۳٬۴۰۳      |
| هلند                          | ۵۳۲                        | ۴۱٬۸۵۰               | ۱۷٬۸۲۱٬۴۱۹  |
| ترکیه (بخش اروپایی)           | ۴۷۳                        | ۲۳٬۷۶۴               | ۱۱٬۲۴۱٬۰۰۰  |
| انگلستان (بریتانیا)           | ۴۲۴                        | ۱۳۰٬۲۷۹              | ۵۵٬۶۱۹٬۴۰۰  |
| بلژیک                         | ۳۷۶                        | ۳۰٬۶۸۹               | ۱۱٬۵۱۵٬۷۹۳  |
| بریتانیا                      | ۲۷۲                        | ۲۴۲٬۴۹۵              | ۶۶٬۰۴۰٬۲۲۹  |
| لیختن‌اشتاین                   | ۲۳۸                        | ۱۶۰                  | ۳۸٬۱۱۱      |
| لوکزامبورگ                    | ۲۳۳                        | ۲٬۵۸۶                | ۶۰۲٬۰۰۵     |
| آلمان                         | ۲۳۲                        | ۳۵۷٬۱۶۸              | ۸۲٬۸۸۷٬۰۰۰  |
| سوئیس                         | ۲۰۶                        | ۴۱٬۲۸۵               | ۸٬۵۰۸٬۸۹۸   |
| ایتالیا                       | ۲۰۰                        | ۳۰۱٬۳۳۸              | ۶۰٬۴۰۴٬۳۵۵  |
| آندورا                        | ۱۶۰                        | ۴۶۸                  | ۷۴٬۷۹۴      |
| ولز (بریتانیا)                | ۱۴۸                        | ۲۰٬۷۷۹               | ۳٬۱۲۵٬۰۰۰   |
| جزیره من (بریتانیا)           | ۱۴۶                        | ۵۷۲                  | ۸۳٬۳۱۴      |
| دانمارک                       | ۱۳۵                        | ۴۲٬۹۳۱               | ۵٬۸۰۶٬۰۱۵   |
| جمهوری چک                     | ۱۳۵                        | ۷۸٬۸۶۶               | ۱۰٬۶۲۵٬۴۴۹  |
| ایرلند شمالی (بریتانیا)       | ۱۳۳                        | ۱۴٬۱۳۰               | ۱٬۸۷۶٬۶۹۵   |
| قبرس                          | ۱۲۶                        | ۹٬۲۵۱                | ۱٬۱۷۰٬۱۲۵   |
| لهستان                        | ۱۲۳                        | ۳۱۲٬۶۷۹              | ۳۸٬۴۳۳٬۶۰۰  |
| فرانسه (بخش اروپایی)          | ۱۱۸                        | ۵۵۱٬۶۹۵              | ۶۵٬۱۶۷٬۰۰۰  |
| جمهوری آذربایجان              | ۱۱۵                        | ۸۶٬۶۰۰               | ۹٬۹۵۹٬۲۴۵   |
| پرتغال                        | ۱۱۲                        | ۹۲٬۲۱۲               | ۱۰٬۲۹۱٬۰۲۷  |
| اسلواکی                       | ۱۱۱                        | ۴۹٬۰۳۵               | ۵٬۴۴۵٬۰۸۷   |
| اتریش                         | ۱۰۶                        | ۸۳٬۸۷۹               | ۸٬۸۵۷٬۹۶۰   |
| مجارستان                      | ۱۰۵                        | ۹۳٬۰۳۰               | ۹٬۷۷۸٬۳۷۱   |
| مولداوی                       | ۱۰۳                        | ۳۳٬۸۴۶               | ۳٬۴۷۳٬۹۰۰   |
| اسلوونی                       | ۱۰۲                        | ۲۰٬۲۷۳               | ۲٬۰۷۰٬۰۵۰   |
| آلبانی                        | ۱۰۰                        | ۲۸٬۷۴۸               | ۲٬۸۷۰٬۳۲۵   |
| ارمنستان                      | ۱۰۰                        | ۲۹٬۷۴۳               | ۲٬۹۶۹٬۲۰۰   |
| اسپانیا                       | ۹۲                         | ۵۰۵٬۹۹۰              | ۴۶٬۶۵۹٬۳۰۲  |
| صربستان                       | ۹۰                         | ۷۷٬۴۷۴               | ۷٬۰۰۱٬۴۴۴   |
| رومانی                        | ۸۲                         | ۲۳۸٬۳۹۷              | ۱۹٬۵۲۳٬۶۲۱  |
| یونان                         | ۸۲                         | ۱۳۱٬۹۵۷              | ۱۰٬۷۶۸٬۱۹۳  |
| مقدونیه شمالی                 | ۸۱                         | ۲۵٬۷۱۳               | ۲٬۰۷۵٬۳۰۱   |
| اوکراین                       | ۷۰                         | ۶۰۳٬۶۲۸              | ۴۲٬۲۲۰٬۸۲۴  |
| کرواسی                        | ۷۳                         | ۵۶٬۵۹۴               | ۴٬۱۰۵٬۴۹۳   |
| Ireland                       | ۶۹                         | ۷۰٬۲۷۳               | ۴٬۸۵۷٬۰۰۰   |
| بوسنی و هرزگوین               | ۶۹                         | ۵۱٬۱۲۹               | ۳٬۵۱۱٬۳۷۲   |
| اسکاتلند (بریتانیا)           | ۶۸                         | ۷۷٬۹۳۳               | ۵٬۴۲۴٬۸۰۰   |
| بلغارستان                     | ۶۴                         | ۱۱۰٬۹۹۴              | ۷٬۰۵۰٬۰۳۴   |
| آکراتاری و داکیلیا (بریتانیا) | ۶۲                         | ۲۵۴                  | ۱۵٬۷۰۰      |
| Georgia                       | ۵۴                         | ۶۹٬۷۰۰               | ۳٬۷۲۹٬۶۰۰   |
| بلاروس                        | ۴۶                         | ۲۰۷٬۵۹۵              | ۹٬۴۹۸٬۷۰۰   |
| مونته‌نگرو                     | ۴۵                         | ۱۳٬۸۱۰               | ۶۲۲٬۳۸۷     |
| لیتوانی                       | ۴۳                         | ۶۵٬۳۰۰               | ۲٬۷۹۵٬۶۷۴   |
| جزایر فارو (دانمارک)          | ۳۷                         | ۱٬۳۹۹                | ۵۱٬۰۹۵      |
| استونی                        | ۳۰٫۹                       | ۴۵٬۲۲۷               | ۱٬۳۲۸٬۴۳۹   |
| لتونی                         | ۲۹٫۶                       | ۶۴٬۵۸۹               | ۱٬۹۰۷٬۶۷۵   |
| روسیه (بخش اروپایی)           | ۲۹                         | ۳٬۹۶۰٬۰۰۰            | ۱۱۳٬۱۱۲٬۴۰۶ |
| سوئد                          | ۲۳                         | ۴۵۰٬۲۹۵              | ۱۰٬۲۱۵٬۲۵۰  |
| فنلاند                        | ۱۶                         | ۳۳۸٬۴۲۴              | ۵٬۵۲۱٬۵۳۳   |
| نروژ                          | ۱۴                         | ۳۸۵٬۲۰۳              | ۵٬۳۲۳٬۹۳۳   |
| قزاقستان (بخش اروپایی)        | ۵٫۵                        | ۱۴۸٬۰۰۰              | ۸۱۳٬۶۲۱     |
| ایسلند                        | ۳٫۵                        | ۱۰۲٬۷۷۵              | ۳۵۵٬۶۲۰     |
| مجموع                         | ۷۳                         | ۱۰٬۱۶۰٬۰۰۰           | ۷۴۰٬۰۰۰٬۰۰۰ |

- ارمنستان، جمهوری آذربایجان، قبرس، گرجستان و قزاقستان به‌طور کامل یا جزئی در جغرافیای طبیعی آسیا قرار دارند، اما دارای پیوندهای تاریخی، سیاسی، فرهنگی، و ورزشی با اروپا هستند.

## کشورهای با رسمیت محدود
| نام           | تراکم جمعیت (کیلومتر مربع) | مساحت (کیلومتر مربع) | جمعیت     |
| ------------- | -------------------------- | -------------------- | --------- |
| کوزوو         | ۱۷۵                        | ۱۰٬۹۰۸               | ۱٬۹۰۷٬۵۹۲ |
| ترانس‌نیستریا  | ۱۳۳                        | ۴٬۱۶۳                | ۵۳۷٬۰۰۰   |
| آبخاز         | ۲۹                         | ۸٬۴۳۲                | ۲۴۲٬۸۶۲   |
| اوستیای جنوبی | ۱۸                         | ۳٬۹۰۰                | ۷۲٬۰۰۰    |
| آرتساخ        | ۱۲                         | ۱۱٬۴۵۸               | ۱۴۱٬۴۰۰   |

- به جز کوزوو و ترانس‌نیستریا، سه نهاد سیاسی دیگر یا به‌طور کامل یا جزئی در داخل آسیا هستند، اما همه آنها پیوندهای سیاسی، فرهنگی و ورزشی با اروپا دارند.